# Les Tenes
les Tenes és un mas a llevant de la vila de Ripoll protegit com a Bé Cultural d'Interès Local. És un bon exemple de casa de pagès, amb l'estructura típica dels masos del Ripollès, que inclou una notable galeria construïda al segle xviii orientada a migdia. Pertany a l'antiga vila rural de les Tenes que pertanyia a Ripoll des del 890.